# Bernard Greenhouse
Bernard Greenhouse (* 3. Januar 1916 in Newark/New Jersey; † 13. Mai 2011 in Wellfleet/Massachusetts) war ein US-amerikanischer Cellist und Musikpädagoge.
Greenhouse begann im Alter von acht Jahren  Cello zu spielen und wurde mit 13 Jahren Schüler von William Berce. Am Institute of Musical Arts (heute Juilliard School) studierte er bei Felix Salmond. Nach dem Abschluss 1938 arbeitete er für das CBS als Mitglied des Dorian Quartets und Erster Cellist des Rundfunkorchesters und nahm daneben Unterricht bei Emanuel Feuermann und Diran Alexanian. Als die USA 1941 in den Zweiten Weltkrieg eintraten, wurde er Erster Cellist des US Navy Orchestra. Daneben trat er in einem Quartett mit den Geigern Oscar Shumsky und William Stone sowie dem Bratschisten Emanuel Vardi auf.
1946 debütierte Greenhouse als Solist in der New Yorker Town Hall. Im selben Jahr reiste er nach Frankreich und vervollkommnete in Prades seine Ausbildung bei Pablo Casals. 1948 kehrte er in die USA zurück und war dort Mitbegründer der Bach Aria  Group; auch setzte er seine Laufbahn als Solist (u. a. mit einem Auftritt in der Londoner Wigmore Hall) fort. Mit seinem Freund, dem Geiger Daniel Guilet und dem Pianisten Menahem Pressler, gründete er 1955 das Beaux Arts Trio, dem er bis 1987 angehörte. Ab 1969 war Isidore Cohen der Geiger des Trios.
Das Trio debütierte 1955 in Tanglewood mit einem Beethovenprogramm und gab allein in der Saison 1955–56 80 Konzerte. Es folgten zahlreiche internationale Tourneen sowie Plattenaufnahmen, darunter solche mit Werken Maurice Ravels und Gabriel Faurés, von Zyklen mit Kompositionen Wolfgang Amadeus Mozarts, Ludwig van Beethovens und Franz Schuberts, von Mozarts Klavierquartetten (mit dem Bratschisten Bruno Giuranna) und Johannes Brahms’ und Robert Schumanns Trios und Klavierquartetten.
Daneben war Greenhouse stets als Lehrer aktiv, u. a. an der Manhattan School of Music, der Juilliard School, der Stony Brook University und der Rutgers University. Zu seinen Schülern zählten u. a. Rolf Gjelsten, Paul Katz,  Timothy Eddy, Maxine Neuman, Amit Peled, Damien Ventula, Stjepan Hauser, Uzi Wiesel, Astrid Schween und Kurt Baldwin. Nach seinem Rückzug aus dem Beaux Arts Trio war er noch bis weit nach seinem 90. Geburtstag als Solist und Lehrer aktiv.